# Diversinitidae
Diversinitidae es una familia extinta de avispas calcidoideas. Se conocen tres géneros, todos del Cenomaniano temprano en ámbar de Burma. Se caracterizan por la presencia de sensilia con láminas con numerosos poros en el primer flagelomero de ambos sexos. Son de los calcidoideos más basales.

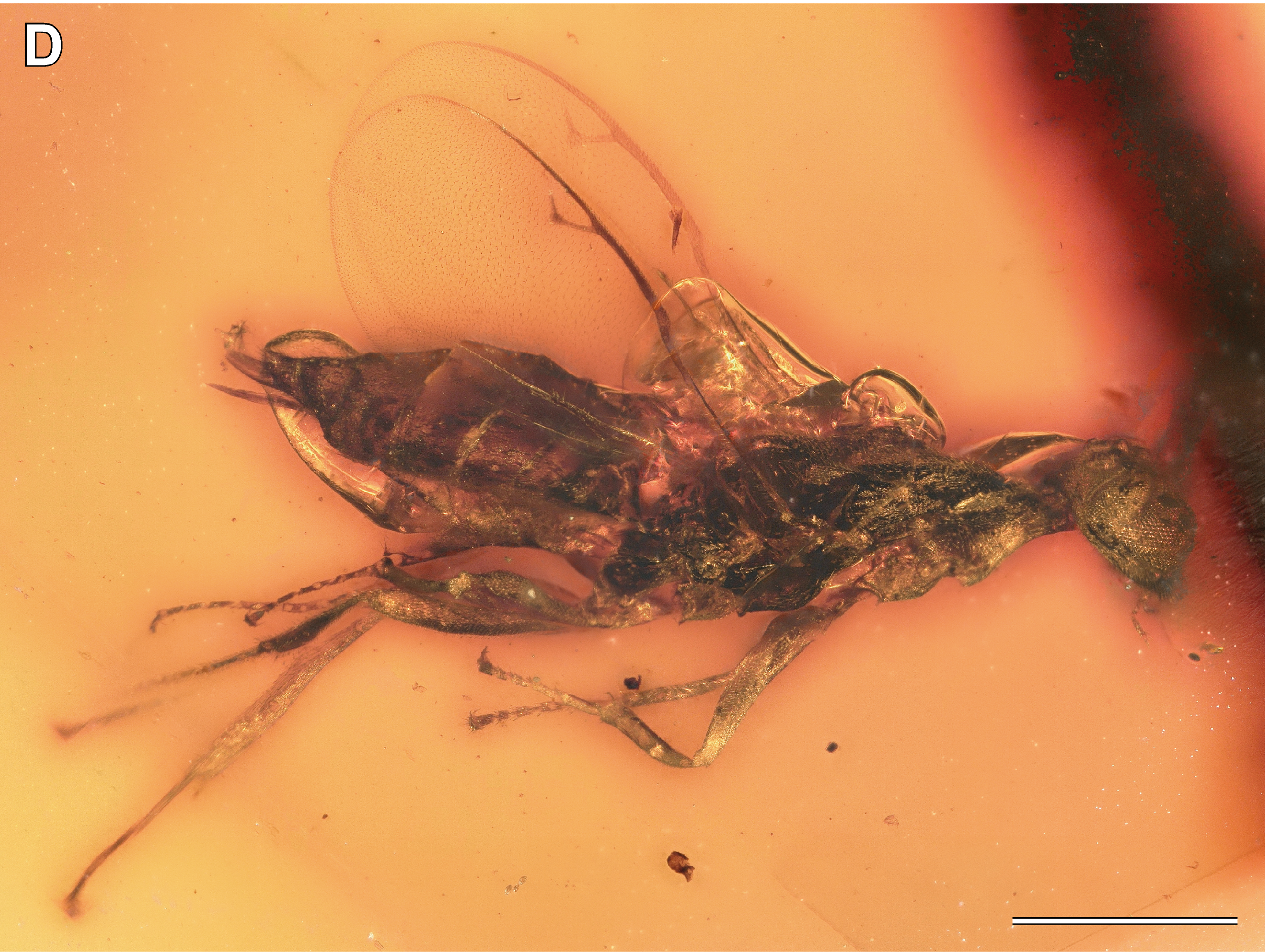
Glabiala barbata